# Cantó de Banhòus de Céser

El cantó de Bagnols-sur-Cèze és un cantó francès del departament del Gard, a la regió d'Occitània. Està inclòs al districte de Nimes, té 18 municipis i el cap cantonal és Banhòus de Céser.

## Municipis
- Banhòus de Céser
- Caubilhargues
- Chusclan
- Codolet
- Conauç
- Gaujac
- Orsan
- Lo Pin
- La Ròca de Céser
- Sabran
- Sent Estève dei Sòrbs
- Sent Gervàs
- Sent Miquèu d'Euset
- Sent Nasari
- Sent Pau dei Fònts
- Sent Ponç de la Cam
- Trescas
- Venejan